# Edinho Baiano
Édson Manoel do Nascimento (* 27. Juli 1967 in Caruaru), auch bekannt als Edinho Baiano, ist ein ehemaliger brasilianischer Fußballspieler.

## Karriere
Edinho begann seine Karriere 1988 beim Erstligisten EC Vitória. 1991 wechselte er zum Zweitligisten Joinville EC. 1992 unterschrieb er einen Vertrag bei Erstligisten SE Palmeiras. Mit dem Verein wurde er 1993 brasilianischer Meister. Von 1994 bis 1997 war er bei Paraná Clube unter Vertrag. 1998 wechselte er zu Athletico Paranaense. 1999 kehrte er zu Paraná Clube zurück. 2000 wechselte er zum japanischen Erstligisten Kyōto Purple Sanga. Am Ende der J1 League 2000 stieg der Verein in die zweite Liga ab. 2001 kehrte er nach Brasilien zurück und unterschrieb einen Vertrag bei Coritiba FC. 2004 wechselte er zum Zweitligisten Avaí FC. Danach spielte er bei Londrina EC und AA Portuguesa (SP). Ende 2005 beendete er seine Karriere als Fußballspieler.

## Erfolge
Vitória
- Staatsmeisterschaft von Bahia: 1989, 1990

SE Palmeiras
- Staatsmeisterschaft von São Paulo: 1993
- Brasilianischer Meister: 1993
- Torneio Rio-São Paulo: 1993

Paraná
- Staatsmeisterschaft von Paraná: 1994, 1995, 1996, 1997

Atlético Paranaense
- Staatsmeisterschaft von Paraná: 1998

Coritiba
- Staatsmeisterschaft von Paraná: 2003